# Damásio de Jesus
Damásio Evangelista de Jesus (Cerquilho, 4 de julho de 1935 — Bauru, 12 de fevereiro de 2020) foi um jurista brasileiro, considerado um dos principais especialistas em direito penal do Brasil. 
Foi membro do Ministério Público do Estado de São Paulo e advogado criminalista. Fundou o Complexo Damásio Educacional, do qual faz parte a Faculdade de Direito Professor Damásio de Jesus.

## Família e origens
Nascido no interior de São Paulo, era filho de Domingos Evangelista dos Santos e Benedita Martins de Melo. Por parte paterna, era neto de baianos de Caetité. Pela materna, de paulistas de Tietê e Tatuí.

## Carreira
Damásio de Jesus bacharelou-se em Ciências Jurídicas e Sociais pela Instituição Toledo de Ensino em 1960. Atuou como advogado e, a partir de 1962, como promotor de Justiça no Ministério Público do Estado de São Paulo, em que se destacou na área criminal e chegou ao cargo de procurador de Justiça, aposentando-se em 1988.
Representou o Brasil inúmeras vezes na ONU, junto à Comissão de Prevenção do Crime e Justiça Penal. Recebeu o título de doutor honoris causa da Universidade de Salerno (Itália).

## Damásio Educacional
O professor Damásio de Jesus fundou em 1970 em Bauru o Complexo Educacional que leva o seu nome. Transferido para São Paulo em 1975, é o mais antigo curso preparatório para concursos de carreiras jurídicas do país. Conta hoje com uma Faculdade especializada em ensino jurídico e uma editora.

## Obras
- A eficácia do Direito Penal no mundo contemporâneo (organizador), Ed. Damásio de Jesus, 2005
- Direito Penal – Parte Geral, vol. 1, 31.ª ed., Saraiva, 2010
- Código de Processo Penal anotado, 24.ª ed., revista e atualizada, Saraiva, 2010
- Código Penal anotado, 19.ª ed., Saraiva, 2009
- Direito Penal – Parte Especial, vol. 2, 30.ª ed., Saraiva, 2010
- Lei das Contravenções Penais anotada, 12.ª ed., Saraiva, 2010
- Lei dos Juizados Especiais Criminais anotada, 11.ª ed., Saraiva, 2009
- Temas de Direito Criminal – 3.ª série, Saraiva, 2004
- Crimes de corrupção ativa e tráfico de influência nas transações comerciais internacionais, Saraiva, 2003
- Diagnóstico da teoria da imputação objetiva no Brasil, Ed. Damásio de Jesus, 2003
- Direito Penal – Parte Especial, vol. 4, 16.ª ed., Saraiva, 2010
- Prescrição penal, 16.ª ed., Saraiva, 2003
- Reflexos penais e processuais penais do novo Código Civil (coordenador), Ed. Damásio de Jesus, 2003
- Teoria da imputação objetiva no Brasil, Ed. Damásio de Jesus, 2003
- Tráfico internacional de mulheres e crianças – Brasil, Saraiva, 2003
- Assédio sexual (coordenador), Saraiva, 2002
- Crimes contra a ordem tributária, de Ives Gandra da Silva Martins, 4.ª ed., atualização, Revista dos Tribunais, 2002
- Crimes de porte de arma de fogo e assemelhados, 4.ª ed., Saraiva, 2002
- Crimes de trânsito, 8.ª ed., Saraiva, 2009
- Direito Penal – Parte Especial, vol. 3, 19.ª ed., Saraiva, 2010
- Imputação objetiva, 2.ª ed., Saraiva, 2002
- Teoria do domínio do fato no concurso de pessoas, 3.ª ed., Saraiva, 2002
- Temas de Direito Criminal – 2.ª série, Saraiva, 2001
- Coletânea de leis – relação do Prof. Damásio, Paloma, 2000
- Furto, roubo e receptação, 2.ª ed., Paloma, 2000
- Penas alternativas, 2.ª ed., Paloma, 2000
- Natureza jurídica dos crimes contra as relações de consumo, Paloma, 1999
- Novíssimas questões criminais, 3.ª ed., Saraiva, 1999
- Natureza jurídica dos crimes de trânsito, Paloma, 1998
- Temas de Direito Criminal – 1.ª série, Saraiva, 1998
- Direito Penal empresarial, em co-autoria, Dialética, 1995
- Novas questões criminais, Saraiva, 1993
- Questões criminais, 3.ª ed., Saraiva, 1986
- Comentários ao Código Penal – Parte Geral, 2 vols., Saraiva, 1984
- Curso sobre a Reforma Penal, em parceria com outros autores, Associação Paulista do Ministério Público, 1984
- Violência e criminalidade, em co-autoria com René Ariel Dotti, Menna Barreto, Alaor Coutinho e Serrano Neves, Forense, 1980
- Decisões anotadas do STF em matéria criminal, Saraiva, 1978
- O novo sistema penal, Saraiva, 1977
- Da co-delinquência em face do futuro Código Penal, Revista dos Tribunais e EDUSP, 1976
- Anotações ao novo Código Penal – Parte Geral, Serviço de Informação e Pesquisa da Procuradoria-Geral de Justiça, 1974
- Direito Penal, vol. 2, José Bushatsky Editor, 1973
- Direito Penal, vol. 1, José Bushatsky Editor, 1972
- O motivo de honra no crime de aborto, edição do autor, Bauru, SP, 1971
- Infanticídio e concurso de agentes, edição do autor, Bauru, SP, 1970
- Apostilas de Direito Penal – Parte Especial, 3 vols. – Faculdade de Direito de Bauru, SP, 1969
- Apostilas de Direito Penal – Parte Geral, 3 vols. – Faculdade de Direito de Bauru, SP, 1969
- Curso de Direito Penal, vol. 2, Bauru, SP, Ed. Jalovi, 1969
- Curso de Direito Penal, vol. 1, Bauru, SP, Ed. Jalovi, 1967
- Teoria geral das execuções e processos civis especiais, apostilas, Faculdade de Direito de Bauru, SP, 1959
- Lei Antidrogas - Comentários à Lei n. 11.343/2006, 9.ª ed., Saraiva, 2009
- Estatuto do Idoso Anotado – Lei n. 10.741/2003 – aspectos civis e administrativos (coordenador), Ed. Damásio de Jesus, 2005
- Orientação metodológica para elaboração de monografia em Direito, em co-autoria com Takeshy Tachizawa, Ed. Damásio de Jesus, 2005
- Os toques que a vida dá e outras crônicas e histórias de incentivo e perseverança, Ed. Damásio de Jesus, 2005
- O sapinho que queria prestar concurso e outras crônicas e histórias (organizador), 2.ª ed., Ed. Damásio de Jesus, 2004
- Comentários à Lei de Responsabilidade Fiscal, em co-autoria com Ives Gandra da Silva Martins et al., Saraiva, 2001
- Regras de Tóquio, tradução, Paloma, 1998
- Regras de Tóquio, tradução, Ministério da Justiça, Brasília, 1998

## Títulos
- Doutor honoris causa em Direito pela Universidade de Estudos de Salerno, Itália[2]
- Cidadão paulistano [7]
- Cidadão osasquense [8]
- Grande Oficial pela Ordem do Mérito Judiciário do Tribunal Regional do Trabalho da 2ª Região